# کوکیتاون (اکلاهما)
کوکیتاون (به انگلیسی: Cookietown) یک منطقهٔ مسکونی در ایالات متحده آمریکا است که در شهرستان کاتن، اکلاهما واقع شده‌است.